# Mstislav II av Kiev
Mstislav II av Kiev, född okänt år, död 1172, var en monark (storfurste) av Kiev mellan 1167 och 1169. 